# WFV-Pokal 1994/95
Der WFV-Pokal 1994/95 war die 42. Austragung des Pokalwettbewerbs der Männer im württembergischen Amateurfußball. Titelverteidiger war der Rekordpokalsieger SSV Ulm 1846, der mit einem 4:1-Erfolg über den SSV Reutlingen 05 in einem Duell zweier Süd-Regionalligisten im Finale am 3. Mai 1995 im heimischen Donaustadion seinen sechsten Titel im Regionalpokal gewann. Damit baute der Klub seinen Vorsprung in der Liste der Titelträger auf die bis dato dreimaligen Gewinner VfB Stuttgart Amateure und VfR Aalen weiter aus.
Als Titelträger qualifizierte sich der SSV Ulm für den DFB-Pokal 1995/96, schieden dort nach einer 2:3-Niederlage nach Verlängerung gegen den Zweitligisten Chemnitzer FC in der ersten Hauptrunde aus.

## Endspiel
| SSV Ulm 1846                                | SSV Ulm 1846 | SSV Reutlingen 05 | SSV Reutlingen 05 |
| ------------------------------------------- | --- | --- | ----------------- |
| SSV Ulm 1846                                | \| 3. Mai 1995 in Ulm (Donaustadion) \| \| Ergebnis: 4:1 (4:0) \| \| Zuschauer: 1600 \| \| Schiedsrichter: Rainer Domberg (Heidenheim) \|                                                                                           | \| 3. Mai 1995 in Ulm (Donaustadion) \| \| Ergebnis: 4:1 (4:0) \| \| Zuschauer: 1600 \| \| Schiedsrichter: Rainer Domberg (Heidenheim) \| | SSV Reutlingen 05 |
| SSV Ulm 1846                                | Philipp Laux – Thomas Tuchel – Tamas Bodog, Dieter Märkle, Markus Pleuer, Daniel Schmid, Torsten Raspe, Oliver Otto, (69. Riza Ulusoy), Frank Ockert – Markus Beierle (64. Oliver Wölki), Dragan Trkulja Cheftrainer: Rainer Ulrich | Manfred Vöhringer – Thomas Schwend, Thomas Fritz, Frank Kastner, Thomas Richter (58. Torsten Traub), Artur Beck (69. Ivica Silic), Sreto Ristic, Kristijan Djordjevic, Michael Mayer, Hermann Rudolf, Egbert Schwartz Cheftrainer: Wilfried Gröbner | SSV Reutlingen 05 |
| SSV Ulm 1846                                | 1:0 Dragan Trkulja (14.) 2:0 Markus Beierle (27.) 3:0 Markus Beierle (42.) 4:0 Dragan Trkulja (43.) | 4:1 Hermann Rudolf (90.) | SSV Reutlingen 05 |
| 3. Mai 1995 in Ulm (Donaustadion)           | | |                   |
| Ergebnis: 4:1 (4:0)                         | | |                   |
| Zuschauer: 1600                             | | |                   |
| Schiedsrichter: Rainer Domberg (Heidenheim) | | |                   |